# Union Sportive Dunkerque Handball Grand Littoral

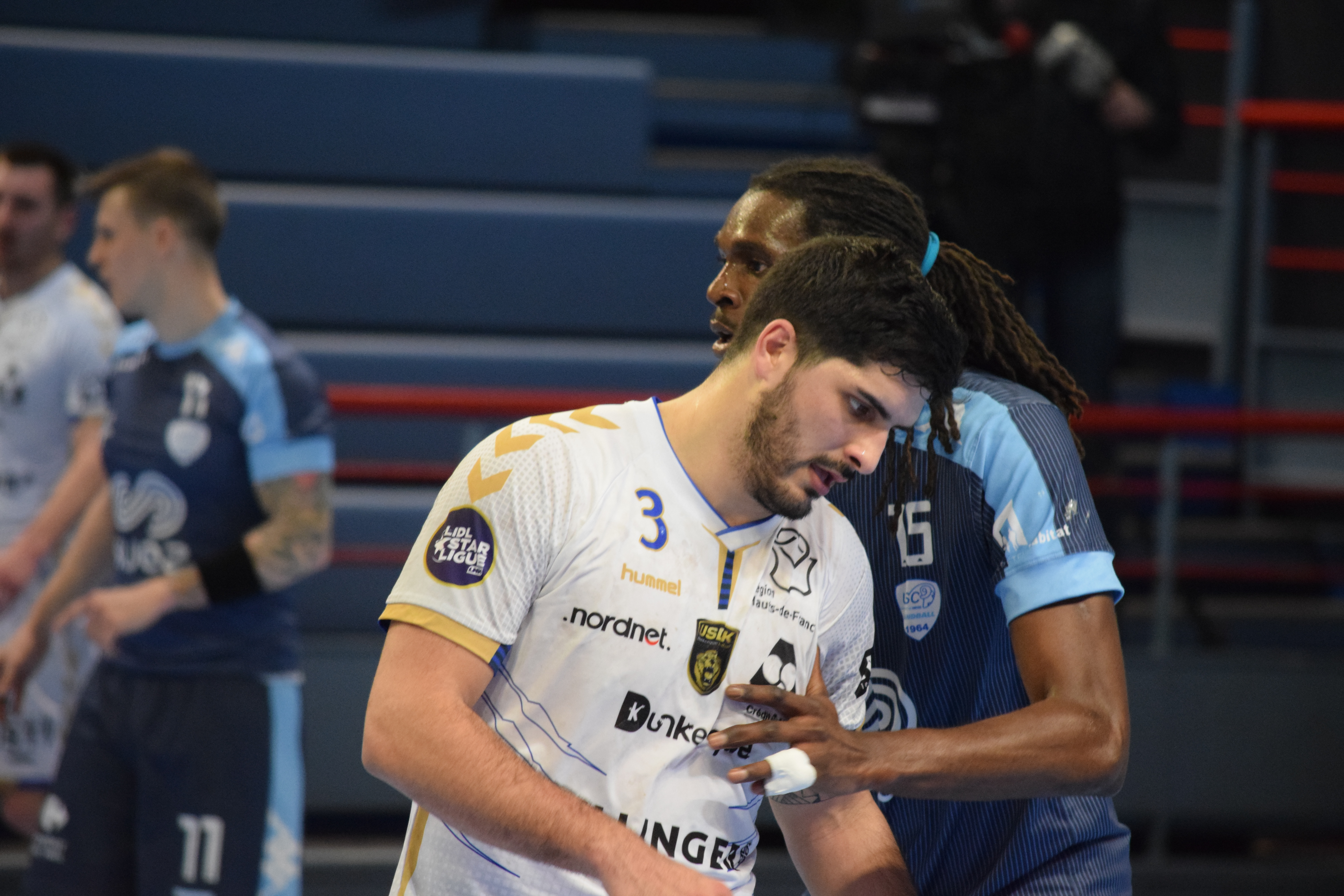
USDK in actie tegen US Créteil Handball (2017).

Union Sportive Dunkerque Handball Grand Littoral, ook kortweg Dunkerque Handball Grand Littoral of USDK, is een handbalclub gevestigd in het Noord-Franse Duinkerke. De club komt momenteel uit in de Ligue Nationale de Handball Division 1, de hoogste afdeling van het Franse handbal.

## Geschiedenis
De geschiedenis van het handbal in Duinkerke gaat terug tot de oprichting van schoolsportvereniging Amicale Laïque de l’Esplanade in 1958. Wanneer de laatstgenoemde vereniging in 1964 samengaat met de studenten van Parc de la Marine, wordt Amicale Laïque Dunkerque geboren. Na een fusie met Denier de Malo in 1968 wordt de naam Amicale Laïque Dunkerque Malo aangenomen. In april 1974 wordt de clubnaam gewijzigd naar Union Sportive de Dunkerque section Handball. Ruim twee decennia later, in september 1997, wordt voor de huidige benaming Union Sportive Dunkerque Handball Grand Littoral geopteerd.

## Palmares
Doorheen de clubgeschiedenis sleept Union Sportive Dunkerque Handball Grand Littoral meerdere trofeeën in de wacht. Zo wordt in 2011 de Franse handbalbeker gewonnen en wordt het daaropvolgende jaar zowel de Trophée des Champions als de ligabeker buitgemaakt. In 2014 kroont USDK zich voor het eerst tot Frans landskampioen.

## Stadion
De thuiswedstrijden van Union Sportive Dunkerque Handball Grand Littoral worden afgewerkt in de Salle Louis Dewerdt van het multifunctionele sportcomplex Stades de Flandres.. Het stadion is gelegen aan de Avenue de Rosendaël in Duinkerke en grenst aan het voetbalstadion Stade Marcel Tribut. De huidige maximumcapaciteit bedraagt ongeveer 2.500 toeschouwers. Plannen voor een nieuwe infrastructuur, de Dunkerque Arena, werden in 2014 opgeborgen.